# Ibul Besar III
Ibul Besar III is een bestuurslaag in het regentschap Ogan Ilir van de provincie Zuid-Sumatra, Indonesië. Ibul Besar III telt 2402 inwoners (volkstelling 2010).